# Łączenie się spółek handlowych
Łączenie się spółek handlowych uregulowane zostało w Kodeksie spółek handlowych. Przepisy dotyczące łączenia się innych osób prawnych, jak choćby spółdzielni, czy przedsiębiorstw państwowych znajdują się w innych aktach prawnych.

## Sposoby łączenia
Połączyć mogą się jedynie osoby prawne, a więc różnego rodzaju spółki handlowe, spółdzielnie i przedsiębiorstwa państwowe. Nie jest możliwe łączenie spółek cywilnych, gdyż nie posiadają one osobowości prawnej. Łączyć nie może się również spółka w likwidacji, która rozpoczęła podział majątku oraz spółka w upadłości.

### Łączenie spółek handlowych przez inkorporację (przejęcie)
Przed połączeniem istnieją dwa podmioty. Łączenie polega na przeniesieniu całego majątku z jednego podmiotu na drugi. Momentem połączenia jest wpis do rejestru podwyższenia kapitału zakładowego. Po przeniesieniu majątku podmiot przejmowany zostaje wykreślony z rejestru przedsiębiorców i tym samym przestaje istnieć.
Poprzez przejęcie mogą łączyć się spółki kapitałowe.
W ramach połączeń przez przejęcie wyróżnia się m.in. połączenia typu upstream merger realizowane przez przeniesienie całego majątku spółki zależnej (przejmowanej) na spółkę dominującą przejmującą oraz połączenia typu downstream merger (połączenie odwrotne), w których cały majątek spółki dominującej podlega przeniesieniu na spółkę zależną.

### Łączenie spółek handlowych przez zjednoczenie (fuzja)
Przed połączeniem również istnieją dwa podmioty. Łączenie polega na przeniesieniu całego majątku obu podmiotów na inny, nowo powstały podmiot. Momentem połączenia jest wpis do rejestru nowo powstałej spółki. Istniejące dotychczas podmioty zostają wykreślone z rejestru. Poprzez zjednoczenie mogą łączyć się spółki kapitałowe oraz spółki osobowe. Spółki partnerskie mogą się łączyć, o ile nie zakazuje im tego ustawa (np. Prawo o adwokaturze). Spółką nowo powstałą musi być zawsze spółka kapitałowa.

## Fazy łączenia spółek

### Faza managerska
Inicjatywę połączenia podejmuje zarząd spółki. Na tym etapie nie musi pytać o zgodę wspólników. Plan połączenia składa się do sądu rejestrowego. Sąd wyznacza biegłego, który ustala, czy plan połączenia jest rzetelny i zgodny z interesami wspólników.

### Faza decyzyjna (właścicielska)
Zarządy obu spółek zwołują zgromadzenia wspólników. Wcześniej wspólnicy zapoznają się z planami połączeń. Na zgromadzeniach wspólników obu spółek muszą być podjęte uchwały o jednobrzmiącej treści. Uchwały takie muszą być podjęte większością kwalifikowaną 2/3 głosów dla spółek kapitałowych, jednomyślnie dla spółek jawnych. W przypadku spółek komandytowo akcyjnych wymagana jest jednomyślność komplementariuszy i większość 2/3 głosów komandytariuszy.

### Faza rejestracyjna
Zarządy obu spółek składają wnioski do rejestru. Aby zapewnić ciągłość istnienia podmiotów, wpis powinien nastąpić najpierw wobec spółki przejmującej (nowo zawiązanej). Dopiero potem mogą zostać wykreślone spółki przejęte (połączone). Samo zaskarżenie uchwały nie wstrzymuje skutków połączenia. Sąd uchyli uchwały jeśli uzna je za niezgodne z prawem. Uprawomocnienie wyroku powoduje przywrócenie stanu sprzed połączenia, jednak wszystkie zobowiązania podjęte w międzyczasie pozostają ważne.

## Połączenie transgraniczne spółek kapitałowych i spółek komandytowo-akcyjnych
Regulacje prawne z 2008 r. umożliwiają spółce prawa polskiego połączenie się ze spółką prawa innego państwa Unii Europejskiej lub stowarzyszonego. Połączyć mogą się również dwie spółki prawa polskiego i utworzyć spółkę prawa obcego. 

## Skutki prawne, odpowiedzialność wspólników i regulacje ochronne
Spółka przejmująca bądź nowo zawiązana wstępuje w ogół zobowiązań (sukcesja uniwersalna). Ten skutek prawny jest naturalną konsekwencją połączenia i wpisu do rejestru. Sukcesja dotyczy zarówno sfery prawa prywatnego, jak i publicznego. W przypadku różnego rodzaju koncesji, przed realizacją procedury połączenia podmiot powinien wnieść o przeniesienie praw. Wspólnicy spółek łączących się lub przejmowanych stają się wspólnikami spółek po połączeniu. Za zobowiązania spółki jawnej i komandytowej w czasach w których jeszcze istniała, przez trzy lata po połączeniu subsydiarną odpowiedzialność ponoszą jej dawni wspólnicy. Jest to jeden z wyjątków od zasady, iż wspólnicy spółek kapitałowych nie ponoszą odpowiedzialności za ich zobowiązania. Taka regulacja ma zapobiec pogorszeniu się sytuacji wierzycieli po połączeniu spółek.